# La Bruyère (Haute-Saône)
La Bruyère é uma comuna francesa na região administrativa de Borgonha-Franco-Condado, no departamento de Alto Sona. Estende-se por uma área de 6,32 km². Em 2010 a comuna tinha 224 habitantes (densidade: 35,4 hab./km²).